# Christopher Scotese
Pour les articles homonymes, voir Scotese.
Christopher R. Scotese, né le 4 mai 1953 à Chicago, est géologue à l'Université du Texas à Arlington (en). Il a reçu son doctorat de l'Université de Chicago en 1985.

## Œuvre
Il est le créateur du projet Paleomap, qui vise à cartographier la Terre au cours du dernier milliard d'années. Il est crédité de l'hypothèse initialement dite de la Pangée ultime, une possible configuration d'un futur supercontinent. Christopher Scotese a toutefois rebaptisé en 2007 cette « Pangée ultime » (Pangaea Ultima) en « Pangée prochaine » (Pangaea Proxima) afin d'éviter le risque que ce qualificatif d'« ultime » ne laisse penser que cette future configuration serait le dernier supercontinent de l'histoire de la Terre.

## Sélection de publications
- (en) C.R. Scotese, Continental Drift, Arlington, Texas, Paleomap Project, 1997, 79 p.